# عقد 140 هـ
عقد 140 هـ هو الفترة بين عام 140 إلى 149 في التقويم الهجري، أي العشر سنوات الخامسة من القرن الثاني الهجري.